# 女王公園站
女王公園站（英語：Queen's Park station）是倫敦地鐵和倫敦地上鐵的一個車站，位於西基爾伯恩，薩爾斯貝里路南端近名稱來源的公眾公園。此站位於倫敦第2收費區。

## 歷史
此站於1879年6月2日由倫敦及西北鐵路開放，成為倫敦往伯明翰主線的其中一站。
1915年2月11日，貝克盧線由基爾伯恩公園延長至女王公園。1915年5月10日貝克盧線北延，到達威爾斯登交匯站，使用當時興建的沃特福德直流電鐵線軌道，與倫敦及西北鐵路共軌。
倫敦米德蘭過去每日有3班列車停靠，但無法在公共時刻表上找到。直至2013年12月的時刻表上這些停靠站不再存在，沒有任何主線服務停靠此站。由大中央營運的主線服務預計在2018年恢復。

## 車站配置

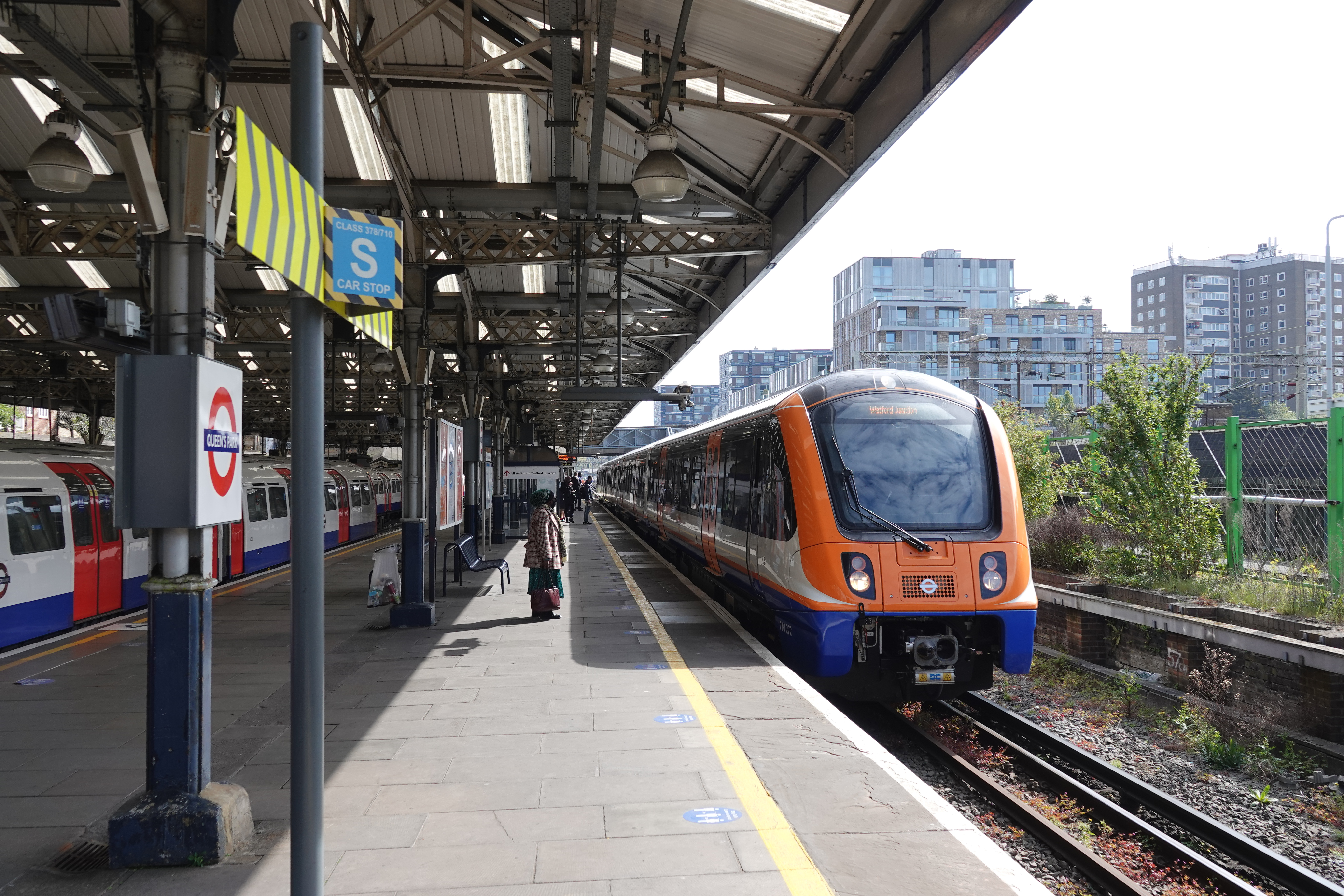
女王公園站倫敦地鐵貝克盧線與倫敦地上鐵的同月台平行轉乘。

女王公園站所有月台都位於地面，慢主線月台（5號和6號月台）則預留作為工程或路線部分關閉時使用。貝克盧線隧道口位於此站以東約300公尺。兩條內側車站軌道，包括3號月台（西行）和2號月台（東行），在車站以西的車棚分為4條軌道。貝克盧線以女王公園到發的列車通常使用4條軌道的中央兩條作為調頭之用。貝克盧線在此站匯入或匯出倫敦地上鐵的軌道，即沃特福德直流電鐵線，採用車棚的外側軌道，並匯入電鐵線，後者成為車站的外側軌道。貝克盧線列車有大約3分之1以女王公園為總站，不繼續前往威爾斯登交匯、石橋公園或哈羅及威爾德斯通。進入任何月台都需要通過轉棍閘機。

## 接駁交通
倫敦巴士6、36、187、206、316路服務此站。

## 未來改善及服務
大西北鐵路獲准由2018年起每日由倫敦開出6班開往黑潭北的列車，中途停靠女王公園。由於停站班次需要視乎來往女王公園和尤斯頓之間的許可，而許可則視乎西岸主線的未來基建工程，因此女王公園可能成為終點站。
女王公園將成為無障礙通行車站，計劃預計於2019年完成。

## 外部連結
- London Transport Museum Photographic Archive（页面存档备份，存于）
  - Queen's Park station, 1925
  - Main line and Underground stock trains at Queen's Park, 1933
- 列车时刻表及车站信息：女王公園站，来自英国铁路官方网站